# Аргентинський песо
Аргенти́нський пе́со (ісп. Peso argentino, код: ARS) — офіційна валюта Аргентини з 1992 року. До 2002 року називався «Конвертований песо» (ісп. Peso Convertible) і був прив'язаний до долара США у співвідношенні 1:1.
У 1985—1991 роках національною валютою Аргентини був Аустраль. Валюта під назвою песо також використовувалася в Аргентині у 1826—1881 роках (ісп. Peso fuerte, ISO 4217: ARF), 1881—1969 роках (ісп. Peso Moneda Nacional, ISO 4217: ARM), 1970—1983 роках (ісп. Peso ley, ISO 4217: ARL), 1983—1985 роках (ісп. Peso Argentino, ISO 4217: ARP).
Аргентинський песо складається з 100 сентаво. В обігу перебувають банкноти номіналом в 1000, 500, 200, 100, 50, 20, 10 і 5 аргентинських песо, а також монети номіналом в 1, 2, 5, 10 аргентинських песо, 50, 25, 10, 5 і 1 сентаво.

## Монети

### Серія 1992—2017
1992 року були введені в обіг монети номіналом 1, 5, 10, 25 і 50 сентаво, а 1994 року — 1 песо. Монети номіналом два песо були представлені 2010 року. Востаннє монети номіналом один сентаво карбувалися 2001 року. 
| Номінал    | Введено в обіг | Роки карбування            | Реверс                                                                       | Діаметр (мм) | Вага (г)                          | Матеріал                                                                              | Зображення |
| ---------- | -------------- | -------------------------- | ---------------------------------------------------------------------------- | ------------ | --------------------------------- | ------------------------------------------------------------------------------------- | ---------- |
| 1 сентаво  | 10.04.1992     | 1992-2001                  | Лавровий вінок                                                               | 16,2         | 1,77                              | Алюмінієва бронза (1992—1993), бронза (1993; 1997—2000)                               |            |
| 5 сентаво  | 01.01.1992     | 1992-1995, 2004—2011       | Травневе сонце                                                               | 17,2         | 2,25                              | Алюмінієва бронза (1992—1993; 2004—2005), купронікель (1993—1995), латунь (2006—2011) |            |
| 10 сентаво | 01.01.1992     | 1992-1994, 2004—2011       | Герб Аргентини                                                               | 18,2         | 2,25                              | Алюмінієва бронза (1992—1994; 2004—2006), латунь (2006—2011)                          |            |
| 25 сентаво | 01.01.1992     | 1992-1994, 1996, 2009—2010 | Ратуша Буенос-Айреса                                                         | 24,2         | 5,4 (золотисті) і 6,1 (сріблясті) | купронікель (1993—1994; 1996) і алюмінієва бронза (1992—1993; 2009—2010)              |            |
| 50 сентаво | 10.04.1992     | 1992-1994, 2009—2010       | Будинок у Сан-Мігель-де-Тукумані, де було проголошено незалежність Аргентини | 25,2         | 5,80                              | Алюмінієва бронза                                                                     |            |
| 1 песо     | 01.09.1994     | 1994-1996, 2006—2010, 2013 | Герб Об'єднаних провінцій Ріо-де-ла-Плати                                    | 23           | 6,35                              | Край: купронікель, Центр: алюмінієва бронза                                           |            |
| 2 песо     | 12.12.2011     | 2011, 2012, 2014—2015      | Логотип 200-річчя незалежності Аргентини                                     | 24,5         | 7,2                               | Край: алюмінієва бронза, Центр: купронікель                                           |            |

### Серія «Дерева Аргентини»
Наприкінці 2017 року було випущено в обіг монети номіналом 1 і 5 песо з нової серії «Дерева Аргентини», а наприкінці 2018 року — монети у 2 і 10 песо. Після того як наприкінці 2017 року було випущено в обіг монети номіналом 1 і 5 песо з нової серії «Дерева Аргентини», а наприкінці 2018 року продовження серії — монети у 2 і 10 песо, всі монети попередніх випусків поступово вилучаються з обігу в зв'язку їх нікчемною внаслідок інфляції вартістю, інколи меншою за вартість металу, з якого вони виготовлені.
| Номінал | Введено в обіг | Роки карбування | Реверс                | Діаметр (мм) | Вага (г) | Матеріал                                                 | Зображення |
| ------- | -------------- | --------------- | --------------------- | ------------ | -------- | -------------------------------------------------------- | ---------- |
| 1 песо  | 22.12.2017     | 2017-2019       | Жакаранда мімозолиста | 20           | 4,3      | Сталь, вкрита шаром міді за допомогою гальванопластики   |            |
| 2 песо  | 18.12.2018     | 2018            | Сейба розкішна        | 21,5         | 5        | Сталь, вкрита шаром латуні за допомогою гальванопластики |            |
| 5 песо  | 22.12.2017     | 2017            | Арраян                | 23           | 7,3      | Сталь, вкрита шаром нікелю за допомогою гальванопластики |            |
| 10 песо | 18.12.2018     | 2018-2019       | Prosopis caldenia     | 24,5         | 9        | Нейзильбер                                               |            |

## Банкноти
Усі банкноти аргентинського песо усіх серій мають розмір 155 × 65 мм.

### Перша серія
Банкноти першої серії були впроваджені 1992 року у номіналах 1, 2, 5, 10, 20, 50 та 100 песо. Для їх виготовлення використовувався папір зі 100 % бавовняного волокна вагою 83 /м². Купюра в один песо була замінена монетою 1994 року. До 2001 року банкноти носили напис «Convertibles de curso legal», що означає, що їх номінал був зафіксований на ту ж суму в доларах США. Нині банкноти першої серії повністю виведені з обігу, 2000 року вони були замінені на другу серію.
| Зображення | Зображення | Номінал              | Основний колір | Аверс                      | Реверс                                 | Виведено з обігу | Дата вилучення |
| ---------- | ---------- | -------------------- | -------------- | -------------------------- | -------------------------------------- | ---------------- | -------------- |
|            |            | 1 песо (1992—1994)   | Ціан           | Карлос Пеллегріні          | Палац Національного конгресу Аргентини | 01.09.1995       | 2018           |
|            |            | 2 песо (1992—1997)   | Синій          | Бартоломе Мітре            | Музей Мітре                            | 31.08.2001       | 30 квітня 2018 |
|            |            | 5 песо (1992—1998)   | Зелений        | Хосе де Сан-Мартін         | Серро-де-ла-Глорія                     | 31.08.2001       | 29 лютого 2020 |
|            |            | 10 песо (1992—1998)  | Коричневий     | Мануель Бельграно          | Монумент прапору у м. Росаріо          | 31.08.2001       | дійсні         |
|            |            | 20 песо (1992—1998)  | Червоний       | Хуан Мануель де Росас      | Битва при Вуельта-де-Облігадо          | 31.08.2001       | дійсні         |
|            |            | 50 песо (1992—1999)  | Чорний         | Домінго Фаустіно Сарм'єнто | Каса Росада                            | 31.08.2001       | дійсні         |
|            |            | 100 песо (1992—1999) | Фіолетовий     | Хуліо Рока                 | Кампанія завоювання пустелі            | 31.08.2001       | дійсні         |

### Друга серія
В обігу з 1997 року, співіснують з третьою серією з 2013 року і поступово замінюються четвертою серією з 2018 року. Для їх виготовлення використовувався папір вагою 90 г/м². Банкноти цієї серії, які друкувалися до 2002 року мають напис «Convertibles de curso legal», пізніші — ні.
| Зображення | Зображення | Номінал  | Аверс                      | Реверс | Серії                                                                       | Основний колір | Введено в обіг | Дата вилучення |
| ---------- | ---------- | -------- | -------------------------- | --- | --------------------------------------------------------------------------- | -------------- | -------------- | -------------- |
|            |            | 2 песо   | Бартоломе Мітре            | Музей Мітре у м. Буенос-Айрес | A-B-C-D-E-F-G-H-I-J-K-L-M                                                   | Синій          | 26.11.97       | 30.04.2018     |
|            |            | 5 песо   | Хосе де Сан-Мартін         | Серро-де-ла-Глорія — монумент у м. Мендоса, присвячений Війську Анд, головнокомандувачем якого був Сан-Мартін; Медаль Ордена визволителя генерала Сан-Мартіна                                           | A-B-C-D-E-F-G-H-I-J                                                         | Зелений        | 22.06.1998     | 29.02.2020     |
|            |            | 10 песо  | Мануель Бельграно          | Монумент прапору у м. Росаріо; барабан — в пам'ять про хлопця-барабанщика Педро Ріоса, який загинув у битві при Такуарі — і типовий текстильний візерунок із північного заходу Аргентини                | A-B-C-D-E-F-G-H-I-J-K-L-M-N-Ñ-O-P-Q                                         | Коричневий     | 14.01.1999     | поточний       |
|            |            | 20 песо  | Хуан Мануель де Росас      | Битва при Вуельта-де-Облігадо; відтворення військових трофеїв, зображених на монеті 8 реалів 1840 року                                                                                                  | A-B-C-D-E                                                                   | Червоний       | 18.01.2000     | дійсні         |
|            |            | 50 песо  | Домінго Фаустіно Сарм'єнто | Каса-Росада — резиденція президента Аргентини; мотиви його різноманітної діяльності: локомотив «La Porteña», європейська імміграція та «Факундо» (1845), наріжний камінь латиноамериканської літератури | A-B-C-D-E-F-G-H-I                                                           | Чорний         | 19.07.1999     | дійсні         |
|            |            | 100 песо | Хуліо Рока                 | Завоювання пустелі, картина Хуана Мануеля Бланеса «Завоювання пустелі»; відтворення Роки як державного та військового діяча: рукописні аркуші паперу, шабля та лаврова гілка                            | A-B-C-D-E-F-G-H-I-J-K-L-M-N-Ñ-O-P-Q-R-S-T-U-V-W-X-Y-Z, AA-BA-CA-DA-EA-FA-GA | Фіолетовий     | 03.12.1999     | дійсні         |

### Третя серія
Ця серія також відома під назвою «Маємо Батьківщину» (ісп. Tenemos Patria). Між 2013 та 2015 роками були презентовані нові банкноти, які нині перебувають в обігу разом з другою серією. З другої половини 2016 року вони співіснують з четвертою серією, яка поступово замінює їх з 2018 року. У цій серії зображення на купюрі 100 песо було замінено на Еву Перон. Вигляд банкнота 50 песо також було змінено на честь 30-ї річниці Фолклендської війни. Для їх виготовлення використовувався папір вагою 90 г/м² з бавовняного волокна.
| Зображення | Зображення | Номінал  | Основний колір | Аверс                                                                 | Реверс                                                                        | Серії | Введено в обіг      | Дата вилучення      |
| ---------- | ---------- | -------- | -------------- | --------------------------------------------------------------------- | ----------------------------------------------------------------------------- | --- | ------------------- | ------------------- |
|            |            | 5 песо   | Зелений        | Хосе де Сан-Мартін                                                    | Сан-Мартін, Симон Болівар, Хосе Артігас, Бернардо О'Хіггінс                   | A, B, C | 1.10.2015           | 29.02.2020          |
|            |            | 10 песо  | Коричневий     | Мануель Бельграно                                                     | Хуана Асурдуй і зображення першої присяги аргентинському прапору              | A, B, C | 4.04.2016           | дійсні              |
|            |            | 20 песо  | Червоний       | Хуан Мануель де Росас і Лусіо Норберто Мансілья                       | Битва при Вуельта-де-Облігадо                                                 | не вводилася в обіг | не вводилася в обіг | не вводилася в обіг |
|            |            | 50 песо  | Синій          | Мальвінські острови, Південна Джорджія та Південні Сандвічеві острови | Антоніо Ріверо, Аргентинський військовий цвинтар, крейсер «Генерал Бельграно» | A, B | 2.03.2015           | дійсні              |
|            |            | 100 песо | Фіолетовий     | Марія Ева Дуарте де Перон                                             | Вівтар миру                                                                   | A, B, C, D, E, F, G, H, I, J, K, L, M, N, Ñ, O, P, Q, R, S, T, U, V, W, X, Y, Z, AA, BA, CA, DA, EA, FA, GA, HA, IA, JA | 20.09.2012          | дійсні              |

### Четверта серія
Ця серія також відома під назвою «Місцева фауна» (ісп. Fauna Autóctona). 15 січня 2016 року Центральний банк Аргентинської Республіки анонсував нову серію банкнот (20, 50, 200, 500 та 1000 песо), які почали вводити в обіг з середини 2016 року та нову серію монет (1, 2, 5 і 10 песо), які почали вводити в обіг наприкінці 2017 року. Нові банкноти мають зображення типового для певної аргентинської місцевості виду тварин на аверсі і його оселище на реверсі
| Зображення | Зображення | Номінал   | Основний колір | Аверс         | Реверс                                                                                         | Введено в обіг |
| ---------- | ---------- | --------- | -------------- | ------------- | ---------------------------------------------------------------------------------------------- | -------------- |
|            |            | 20 песо   | Червоний       | Гуанако       | Патагонський степ                                                                              | 04.10.2017     |
|            |            | 50 песо   | Сірий          | Кондор        | Аконкагуа                                                                                      | 15.08.2018     |
|            |            | 100 песо  | Фіолетовий     | Гемал         | Сьєрра-де-Фаматіна                                                                             | 19.12.2018     |
|            |            | 200 песо  | Синій          | Кит           | Півострів Вальдес, Аргентинське море, Вогняна Земля, Антарктида та острови Південної Атлантики | 26.10.2016     |
|            |            | 500 песо  | Зелений        | Ягуар         | Юнгас                                                                                          | 29.06.2016     |
|            |            | 1000 песо | Помаранчевий   | Горнеро рудий | Пампа                                                                                          | 1.12.2017      |

### П'ята серія
П'ята серія під назвою «Героїні та герої Батьківщини» в обігу з 2023 року разом з другою, третьою і четвертою серією. 
24 травня 2022 року уряд Аргентини анонсував нову серію банкнот з портретами національних героїв. 2 лютого 2023 року Центральний банк оголосив про введення в обіг нової купюри у 2000 песо з зображеннями науковців Рамона Каррільйо і Сесілії Грірсон з 22 травня. 23 грудня було оголошення про скасування випуску банкнот у 100, 200 і 500 песо, для яких уже були презентовані дизайни, через інфляцію, натомість 2024 року були введені в обіг банкноти у 10000 і 20000 песо.
| Зображення | Зображення | Номінал     | Аверс                                          | Реверс                                                                               | Введено в обіг |
| ---------- | ---------- | ----------- | ---------------------------------------------- | ------------------------------------------------------------------------------------ | -------------- |
|            |            | 100 песо    | Ева Перон                                      | Школа медсестер і умовне зображення впровадження виборчого права для жінок 1947 року | скасовано      |
|            |            | 200 песо    | Мартін Мігель де Гуемес і Хуана Асурдуй        | Гаучо                                                                                | скасовано      |
|            |            | 500 песо    | Марія Ремедьйос дель Вальє і Мануель Бельграно | Присяга Прапору Аргентини 1812 року                                                  | скасовано      |
|            |            | 1000 песо   | Хосе де Сан-Мартін                             | Перехід через Анди                                                                   | липень 2023    |
|            |            | 2000 песо   | Рамон Каррільйо, Сесілія Грірсон               | Інститут Мальбрана                                                                   | травень 2023   |
|            |            | 10 000 песо | Марія Ремедьйос дель Вальє і Мануель Бельграно | Присяга Прапору Аргентини 1812 року                                                  | травень 2024   |
|            |            | 20 000 песо | Хуан Баутиста Альберді                         | Будинок, де народився Альберді                                                       | листопад 2024  |